# Jean des Porcelets de Maillane
Jean de Porcelets de Maillane (Valhey, 18 agosto 1581 – Nancy, 14 settembre 1624) è stato un vescovo cattolico francese.

## Biografia
Nato da un'antica e nobile famiglia di origine provenzale, per parte di madre era imparentato con i duchi di Lorena.
Studiò a Pont-à-Mousson e poi a Ingolstadt, dove fu allievo di Pietro Canisio.
A Roma fu cameriere segreto e referendario delle due Segnature  sotto i pontificati di Clemente VIII, Leone XI e Paolo V. Rappresentò presso la Curia romana il duca di Lorena Carlo III. A seguito della congiura delle polveri, Paolo V lo inviò in missione diplomatica in Inghilterra presso Giacomo I Stuart, ma non ottenne successi.
Fu eletto vescovo di Toul il 26 novembre 1607 e il 27 dicembre successivo fu consacrato a Roma dal cardinale Roberto Bellarmino.
Favorì la congregazione dei Santi Vitone e Idulfo, recentemente istituita da Didier de La Cour per la riforma del monachesimo benedettino in Lorena, e vi aggregò le abbazie di Saint-Mansuy e Saint-Avold, di cui era commendatario; sostenne la riforma dei monasteri premostratensi promossa da Servais de Lairuelz e quella dei canonici regolari di Lorena, riuniti da Pietro Fourier nella Congregazione del Salvatore.
Nel 1611 fondò il villaggio di Porcelette. Protesse il compositore Nicolas Signac. È considerato il fondatore del Collège de Nancy, inaugurato nel 1616.
Morì nel 1624 e fu sepolto nella chiesa gesuita di Saint-Roch a Nancy. Nel suo testamento lasciò una cospicua somma alle monache dell'Ordine di Nostra Signora della Carità per aprire un rifugio per donne pentite a Nancy.

## Genealogia episcopale e successione apostolica
La genealogia episcopale è:
- Cardinale Guillaume d'Estouteville, O.S.B. Clun.
- Papa Sisto IV
- Papa Giulio II
- Cardinale Raffaele Riario
- Papa Leone X
- Papa Paolo III
- Cardinale Francesco Pisani
- Cardinale Alfonso Gesualdo
- Papa Clemente VIII
- Cardinale Roberto Bellarmino, S.I.
- Vescovo Jean des Porcelets de Maillane